# Il giardino cinese
Il giardino cinese (Le Jardin chinois) è un dipinto realizzato dal pittore francese François Boucher nel 1742 circa. Quest'olio su tela è un idillio che raffigura dieci figure in un giardino cinese. Si tratta di uno degli otto schizzi di cineserie destinati a essere eseguiti sugli arazzi della manifattura di Beauvais che l'artista espose a Parigi durante il Salone di pittura e di scultura nel 1742. Dal 1983 l'opera fa parte delle collezioni del museo delle Belle Arti e di Archeologia di Besançon, nel Doubs.

## Descrizione
La scena è ambientata in un giardino esotico della Cina imperiale e riflette il gusto europeo del secolo diciottesimo per la cultura cinese. Al centro, seduta su una poltroncina rossa, si trova una giovane nobile che si lascia impreziosire i capelli con dei fiori da una serva: infatti, accanto a lei si trova un tavolo con uno specchio per la toeletta (ragion per cui in alcuni inventari l'opera viene citata come La toilette). Attorno si trovano degli altri personaggi, donne e uomini, che l'assistono (per esempio, una tiene un vassoio con dei fiori, e un'altra le fa ombra con un ombrello). A destra si trova un gazebo dal tetto orientalizzante. Lo sfondo è costituito da un giardino ricco di arbusti.
L'opera ritrae una Cina fantastica che trasporta la toeletta europea nell'Asia orientale, che Boucher dipinse riprendendo le illustrazioni dei libri di viaggi nell'estremo Oriente del XVII e XVIII secolo. In effetti, c'è una certa somiglianza tra questo paesaggio e le scene pastorali dipinte dall'artista e da altri pittori francesi dell'epoca rococò, che raffiguravano in maniera galante delle scene di vita campestre. Tra le scene cinesi dipinte da Boucher come schizzi per gli arazzi di Beauvais, questa e La pesca cinese sono le più fedeli e vicine all'arte della Cina della dinastia Qing, mentre La fiera cinese è la trasposizione in chiave orientalizzante della fiera di Saint-Germain che si svolgeva a Parigi.